# Lamprolectica
Lamprolectica is een geslacht van vlinders uit de familie mineermotten (Gracillariidae).
Het geslacht omvat één soort:
- Lamprolectica apicistrigata (Walsingham, 1891)